# СОУД

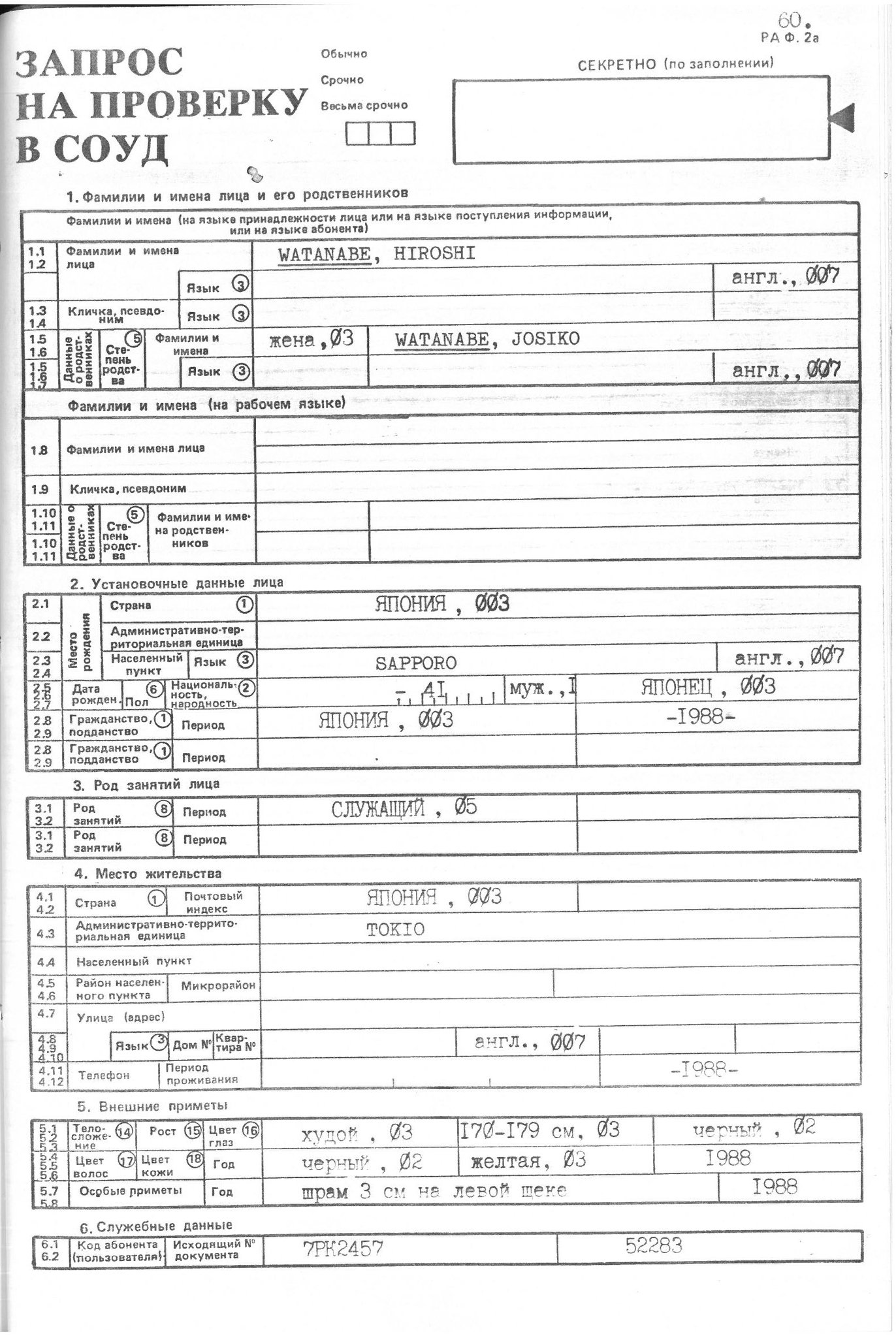
Бланк запроса на проверку в СОУД

СОУД (акроним от Система объединённого учёта данных о противнике) — засекреченная система перехвата информации, созданная СССР и странами Варшавского договора для ведения глобальной радиоэлектронной разведки.

## История
Договор о создании СОУД странами Варшавского договора был подписан в 1977 году, сооружали её в преддверии московской Олимпиады (1980) для того, чтобы не допустить возможных террористических актов против спортсменов и гостей-иностранцев. Полностью вступила в строй СОУД уже в 1979 году. Контроль за ней осуществляли 16-е Управление КГБ и 6-е Управление ГРУ.

## Инфраструктура
СОУД объединяла все средства радиоэлектронной и космической разведки СССР, Болгарии, Венгрии, Польши, Чехословакии, ГДР, Вьетнама, Монголии и Кубы. Собранная информация направлялась для анализа и обработки в два главных компьютерных центра. Первый находился (и находится по сей день) в Москве, а второй располагался в ГДР. Но после объединения Германии в 1990 году компьютерный центр, принадлежавший Штази, достался западногерманской разведке БНД, из-за чего СОУД лишилась половины своих возможностей в обработке данных.
В 1990-х оставшуюся часть СОУД реорганизовали в новую российскую разведывательную систему, объединявшую поначалу все комплексы радиоэлектронной разведки на территории России и некоторых стран СНГ, Российский радиоэлектронный центр в Лурдесе (Куба), базу радиоперехвата в районе аэродрома Камрань (Вьетнам) и специальную радиоаппаратуру в консульствах и посольствах России по всему миру. По заявлению ряда представителей спецслужб, от этих баз Россия получала до 70 % разведывательной информации о США, в связи с чем постоянно шли переговоры с Горбачевым и Ельциным об их закрытии.
В 2002 году президент Путин их закрыл, ссылаясь на дорогое содержание. Критики утверждают, что содержание их составляло незначительные расходы для военного бюджета (примерно 2 недели боевых действий в Чечне приравнивались к году содержания).